# Triclistus rebellis
Triclistus rebellis är en stekelart som beskrevs av André Seyrig 1934. Triclistus rebellis ingår i släktet Triclistus och familjen brokparasitsteklar. Inga underarter finns listade i Catalogue of Life.